# 兴安景天
兴安景天（学名：Sedum hsinganicum）为景天科景天属下的一个种。产内蒙古额旗古纳马力德嘎河北岔，生长海拔760米处石山坡上。

## 扩展阅读
維基物種上的相關：兴安景天